# Sardoine Mia
Sardoine Bible Miambanzila, conocida simplemente como Sardoine Mia (República del Congo, 30 de mayo de 1998) es una artista visual congoleña cuyo trabajo se basa en sus experiencias de vida en Brazzaville  En 2021 recibió un premio del Fondo Príncipe Claus y en 2022 fue galardonada con el Premio de Arte Rostros de la Paz.

## Primeros años de vida
Nacida en Pointe-Noire en 1998, Mia pasó su infancia en Brazzaville y se inspira en sus experiencias de vida allí. Su padre era músico y su madre era costurera. Era una adolescente rebelde y utilizó el arte para apoyar su salud mental. Ella ha hablado públicamente sobre el apoyo que su hermana le ha dado a su carrera.

## Carrera
Se describe a sí misma como una artista autodidacta, su práctica artística contemporánea abarca los medios de la pintura, el dibujo y la instalación. Su obra es textural y las superficies de muchas pinturas se asemejan al hormigón. Comenzó su vida profesional en el centro de arte contemporáneo Les Ateliers Sahm. Posteriormente fue artista residente en la institución suiza Arbeistgruppe Gästeatelier Krone Aarau. La exposición resultante de sus obras se realizó en Brazzaville en 2021 y se tituló Elle se branche où la prise de conscience (¿De dónde viene mi conciencia?). Este conjunto de trabajos se inspiró en parte en la pandemia de COVID-19. En 2021, su trabajo también apareció en la exposición colectiva M'ke, centrada en la vida y las experiencias de las mujeres, en la galería Kub'art. Mia vive en Francia desde 2021 y cita como motivos para emigrar el acceso más fácil a oportunidades artísticas y rutas de viaje.
En 2020, Mia fue nominada al Premio Adicom para Jóvenes Talentos; el cual celebra la creatividad digital en el África francófona. Otros nominados de la República del Congo junto a Mia fueron el músico Natty Stelle Kokolo, el empresario Emmanuel Nkete y los consultores digitales Biberic Lokwa y Restra Poaty. En 2021 recibió el premio Prince Claus Seed Award de los Países Bajos. En 2022 recibió el Premio de Arte Rostros de la Paz, otorgado por la revista Contemporary Art Curator.

## Premios
- 2017: Premio Internacional de Arte Contemporáneo.[5]
- 2021: Premio Príncipe Claus Seed, otorgado por el Fondo Príncipe Claus, Países Bajos.[13]
- 2022: Premio de Arte Rostros de la Paz, Revista Curator de Arte Contemporáneo, España.[5]